# Svanemøllestranden
Svanemøllestranden er en konstrueret strand ved Svanemøllebugten ved Østerbro i København. Stranden er placeret mellem Tuborgs hvide boligblokke og Svanemølleværket, som kan ses fra vandet. 
Stranden er på 4.000 kvadratmeter og rummer en 130 meter lang mole, som fungerer som badebro.
I 2010 udnævnte dagbladet Politiken stranden til den "den smukkeste strand i København."

## Planlægning og anlæg
Der blev truffet beslutning om at anlægge badestranden i 2007. Den blev indviet 12. juni 2010.
Stranden er tegnet af Thing & Wainø Landskabsarkitekter, White arkitekter og Rambøll.